# Митотический индекс
Митотический индекс (MI, % от англ. Mitotic index) — процент делящихся клеток от общего числа проанализированных клеток. Данный индекс можно вычислить используя световой микроскоп, просчитав в поле зрения клетки с видимыми хромосомами и разделив его на общее число клеток в поле зрения.
Если вы управляете колхицином или другим лекарством — производным колхицина (например, colcemid), вы можете остановить клеточный цикл в этот момент и оставить хромосомы в их видимой формы. Колхицин нарушает образование микротрубочек, которое необходимы для шпинделя волокон отдельных хромосом в анафазе.
Рост клеточной культуры происходит, когда клетки проходят через интерфазу и митоз для завершения клеточного цикла. Многие клетки теряют способность делиться, когда стареют или делятся реже. Другие клетки способны к быстрому делению. Например, как корни растений, клетки вблизи от кончика корня, в апикальной меристеме, делятся быстро, внедряя корень в почву. Корневой чехлик определяет направление гравитации и устремляет свою вершину с интенсивно делящимися клетками вниз.
Количественно можно сравнить группы клеток по их способности к делению. В экспериментальных условиях мы можем изменять условия среды и количественное определить это воздействие на пролиферативную способность клеток.

Для группы клеток, редко совершающих клеточный цикл, мы прогнозируем, что значительная часть будет находиться в стадии покоя клеточного цикла (G1). Однако в быстро делящейся клеточной культуре мы можем ожидать увидеть большую долю клеток в стадии митотического деления. Одним из верных способов количественного анализа интенсивности деления служит митотический индекс.
Показывает интенсивность деления по наличию клеток в фазе роста (делящихся клеток). Чем выше значение, тем интенсивнее происходит процесс деления клеток и наоборот.
Индекс может говорить о нормальном протекании митоза, об угнетении процесса деления клеток или, напротив, усилении митотической активности тканей. На основании этого делается заключение о митотическом или митозстимулирующем действии изучаемого фактора.
Вычисляется по формуле:
{\displaystyle {\mbox{MitoticI}}={\frac {\mbox{(P+M+A+T)}}{\mbox{N}}}*100\%}
где (P+M+A+T) — сумма клеток, находящихся на стадии профазы, метафазы, ана- и телофазы, а N — общее число проанализированных клеток.
Данный индекс применяется при цитогенетических исследованиях фазных индексов и в различных методиках, например в ана-телофазном анализе и в Allium test.